# Johannes Fabritius

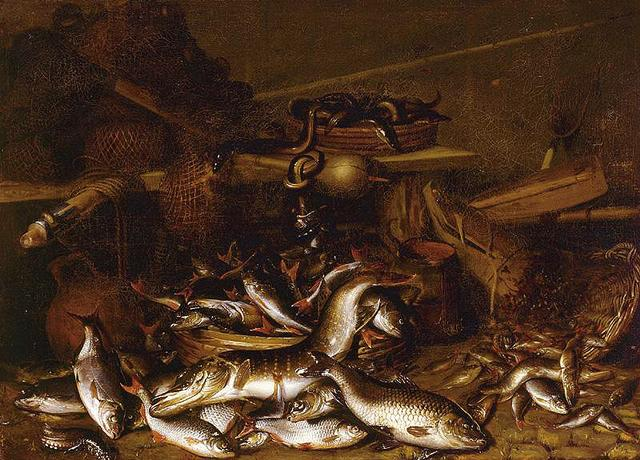
Natura morta con pesci, anguille e reti da pesca

Johannes Pietersz. Fabritius, o Fabricius (Middenbeemster, 30 novembre 1636 (battezzato) – Hoorn, 13 marzo 1693  - 1712), è stato un pittore olandese del secolo d'oro.

## Biografia
Fratello di Carel e Barent e figlio di Pieter Carelsz., fu istruito dal padre nell'arte della pittura e dopo la sua morte nel 1656 dal fratello Barent. Attivo inizialmente a Middenbeemster, operò a Hoorn a partire dal 1676 fino al 1693. Nel 1668 si sposò, già vedovo, con Claesje Jansdr. van Halma e, dopo la morte di lei, con Sasie Foppesdr. nel 1670. Da un atto notarile del 30 novembre 1676 risulta che era suo allievo Cornelis Izaäcksz uit de Rijp, il quale si occupava di impostare la prospettiva nella Groote Kerk a Hoorn. Questo fatto ci conferma che, essendo i fratelli Carel e Barent maestri in prospettiva, probabilmente Johannes fu loro allievo.
Dipinse nature morte, soprattutto di fiori e pesci, e scene di caccia. Una sua opera firmata si trova presso il museo de La Fère. Inoltre l'opera di Carel Fabritius, Tobia e sua moglie, in un catalogo del 1765 risulta essere di Johannes, mentre in un catalogo del 1792 di Barent Fabritius: questo fatto mette in evidenza possibili problemi di attribuzione delle opere dei tre fratelli.